# La calunnia è un venticello
Air de la calomnie
« La calunnia è un venticello » − connu en français sous le nom d'« Air de la calomnie » − est un air de l'opéra italien Il barbiere di Siviglia (Le Barbier de Séville) de Gioachino Rossini, livret de Cesare Sterbini d'après la pièce homonyme de Pierre-Augustin Caron de Beaumarchais, représenté pour la première fois le 20 février 1816 au Teatro di Torre Argentina de Rome.
L’air est une œuvre d’art en soi car la musique de Rossini renforce l’effet de chaque phrase par une utilisation magistrale du crescendo, décrivant les débuts modestes de la calomnie jusqu'à ses effets les plus tonitruants. C'est l’une des pièces lyriques les plus célèbres pour voix de basse. Elle est interprétée par le personnage de Don Basilio (basse) dans l'acte I, scène 8.

## Texte
| Texte original | Traduction littérale | Texte français (version Castil-Blaze, 1824) |
| --- | --- | --- |
| La calunnia è un venticello Un’auretta assai gentile Che insensibile, sottile, Leggermente, dolcemente, Incomincia, incomincia a sussurrar. Piano, piano, terra terra, Sottovoce, sibilando, Va scorrendo, va scorrendo Va ronzando, va ronzando Nell’orecchie della gente S’introduce, s'introduce destramente E le teste ed i cervelli Fa stordire e fa gonfiar. Dalla bocca fuori uscendo lo schiamazzo va crescendo, Prende forza a poco a poco, Vola già di loco in loco, Sembra il tuono, la tempesta Che nel sen della foresta Va fischiando, brontolando, E ti fa d’orror gelar. Alla fin trabocca e scoppia, si propaga, si raddoppia, E produce un’esplosione Come un colpo di cannone, Un tremuoto, un temporale, Un tumulto generale Che fa l’aria rimbombar. E il meschino calunniato, Avvilito, calpestato, Sotto il pubblico flagello, Per gran sorte va a crepar. | La calomnie est un petit vent Une petite brise très gentille Qui, imperceptible, subtile, Légèrement, doucement, Commence, commence à murmurer. Piano, piano, terre à terre, À voix basse, en sifflant, Elle glisse, elle glisse Elle rôde, elle rôde Dans l'oreille des gens Elle s'introduit, s'introduit adroitement Et les têtes et les cervelles Étourdit et fait gonfler. En sortant de la bouche Le tapage va croissant, Il prend force peu à peu, Vole déjà de lieu en lieu, Il ressemble au tonnerre, à la tempête Qui au cœur de la forêt Va sifflant, grondant, Et vous glace d'horreur. À la fin elle déborde et éclate, se propage, redouble, Et produit une explosion Comme un coup de canon, Un séisme, un orage, Un tumulte général Qui fait retentir l'air. Et le pauvre calomnié, Humilié, piétiné Sous le fléau public, Par grand malheur s'en va crever. | C'est d'abord rumeur légère, Un petit vent rasant la terre. Puis doucement, Vous voyez calomnie Se dresser, s'enfler, s'enfler en grandissant. Fiez-vous à la maligne envie, Ses traits dressés adroitement, Piano, piano, piano, piano, Piano, par un léger murmure, D'absurdes fictions Font plus d'une blessure Et portent dans les cœurs Le feu, le feu de leurs poisons. Le mal est fait, il chemine, il s'avance ; De bouche en bouche il est porté Puis riforzando il s'élance ; C'est un prodige, en vérité. Mais enfin rien ne l'arrête, C'est la foudre, la tempête. Mais enfin rien ne l'arrête, C'est la foudre, la tempête. Un crescendo public, un vacarme infernal Un vacarme infernal Elle s'élance, tourbillonne, Étend son vol, éclate et tonne, Et de haine aussitôt un chorus général, De la proscription a donné le signal Et l'on voit le pauvre diable, Menacé comme un coupable, Sous cette arme redoutable Tomber, tomber terrassé. |